# Clima subtropical húmedo
Un clima subtropical húmedo, pampeano o chino es un subtipo de clima templado húmedo, en la clasificación climática de Köppen es Cfa. Es una zona de clima subtropical caracterizada por veranos cálidos, húmedos e inviernos frescos, con precipitaciones abundantes en las zonas litorales, que van disminuyendo por un invierno cada vez menos húmedo conforme aumenta la distancia de la costa. También se le ha llamado clima templado cálido de las márgenes orientales.
Este tipo climático cubre una ancha categoría de climas, y el término "subtropical" puede ser un nombre poco apropiado para el clima de invierno. Llamado en sus variantes regionales clima chino o clima pampeano, La cantidad de precipitaciones es significativa, y ocurre en todas las estaciones en muchas áreas. Las precipitaciones de invierno (y a veces de nieve) se asocia con tormentas desde los vientos del oeste que corren de oeste a este y muchas lluvias de verano se producen durante frentes de tormenta y aún ocasionales tormentas tropicales, huracanes o ciclones; así como las principales regiones con tornados.
Este clima es básicamente un clima oceánico debido a la influencia fundamental del mar. En verano, la humedad está relacionada con las fluctuaciones de la Zona de Convergencia Intertropical (ZCIT) que traen calor y lluvias desde los trópicos; mientras que en invierno la dinámica atmosférica está básicamente controlada por las células de alta presión subtropical de los océanos, empujados a su vez por los avances del frente polar. La confluencia de estos fenómenos produce que este clima sea característico de la región sureste de todos los continentes (costas orientales subtropicales) con predominio de los vientos del este y en oposición a la ubicación geográfica del clima mediterráneo, el cual se encuentra por lo tanto a similar latitud.

## Distribución

### Europa
En algunas zonas de Europa, como partes del interior noreste de la península ibérica, norte de Italia que corresponde al clima de la llanura Padana, Milán, partes de la costa de Croacia, Eslovenia, gran parte de Serbia, la costa del mar Negro, noroeste de Bulgaria, partes de Rumanía y la mayor parte del sur de Ucrania tienen veranos muy cálidos (>22 °C en el mes más cálido).
En las Azores, algunas islas tienen este clima, con inviernos suaves y lluviosos (> 13 °C) y veranos cálidos (> 22 o 23 °C), pero sin temporada seca durante el periodo más cálido, lo que significa que no pueden ser clasificados ni como oceánicos ni como mediterráneos, sino como clima subtropical húmedo, como la isla de Corvo.

### España
Los climas de verano húmedos o subhúmedos y la tendencia a tener un decrecimiento de las precipitaciones en invierno se concentran en el cuadrante nordeste, siendo dominantes en el interior de Cataluña, con la ciudad de Vic como exponente máximo, en el Prepirineo, Pamplona, Jaca, Seo de Urgel. Y en el Sistema Ibérico, Teruel. En el extremo nordeste de Cataluña, alrededor de Olot y Ripoll, el máximo de precipitaciones es acentuadamente estival. En todas estas zonas con clima Cfa, el invierno es duro, a menudo afectado por frecuentes nieblas de inversión persistentes que le otorgan un carácter rígido con pausa vegetativa de, al menos, tres meses. En las Islas Canarias podemos encontrar zonas que poseen un clima subtropical húmedo en las islas de La Palma, La Gomera y El Hierro, también en el norte de Gran Canaria y Tenerife y especialmente en las medianías de barlovento de estas cinco islas, que son las más montañosas. Las precipitaciones oscilan entre los 500 y 1.200mm, siendo uno de sus principales aportes la denominada precipitación horizontal, dada por el mar de nubes o brumas, que son frecuentes en verano. La elevada humedad relativa es otra de las características, casi siempre superior al 70%. Las temperaturas no suelen bajar de los 16 °C en invierno ni superar los 31 °C en época estival. La vegetación más representativa y potencial de esta zona es el bosque húmedo o la laurisilva.

### África
Región costera oriental de Sudáfrica y Madagascar. La temperatura media anual es de 22 °C. El ambiente característico es la selva subtropical.

### Norteamérica
En América del Norte, el clima subtropical húmedo se encuentra casi exclusivamente en el golfo y la costa este, incluidos los siguientes estados: la mitad oriental de Texas, Oklahoma, Luisiana, Arkansas, Alabama, Misisipi, Misuri sur, Tennessee, Kentucky, Carolina del Norte, Carolina del Sur, Georgia y Florida. En la península de Florida, el clima subtropical húmedo da paso al clima tropical del sur  y los Cayos de Florida. En México este clima se presenta en el noreste, en áreas como Tampico y el noreste de Nuevo León. Cwa se encuentra en el centro de México, en altitudes medias como Morelia y Querétaro.

### Sudamérica
En Sudamérica suele recibir también el nombre de clima pampeano y se encuentra al centro-noreste de Argentina, Uruguay, sur del Brasil y sur del Paraguay, siendo clasificado como Cfa. El clima Cwa se produce en algunas tierras altas tropicales del estado de São Paulo, Minas Gerais y cerca de la sierra del noroeste de Argentina.

### Australia
La zona de clima subtropical húmedo se encuentra predominantemente en el este de Australia, que comienza en la franja costera de Mackay, Queensland y se extiende hasta la costa sur de Sydney, donde pasa a climas oceánicos más fríos.
Además, los climas del interior de Cfa generalmente tienen veranos más secos, o al menos veranos con poca humedad.
Las precipitaciones anuales dentro de la zona de clima subtropical húmedo de Australia pueden alcanzar hasta 2000 milímetros (79 pulgadas) en las ubicaciones costeras y generalmente son de 1000 milímetros (39 pulgadas) o más. Los períodos de lluvia más intensos de 2 a 3 días que ocurren en esta zona costera, sin embargo, son el resultado de las bajas temperaturas de la costa este que se forman al norte de un gran sistema de alta presión; puede haber una gran variación en las cantidades de lluvia de un año a otro como resultado de estos sistemas. Como ejemplo, Lismore, que se encuentra en el centro de esta zona, la precipitación anual puede variar desde menos de 550 milímetros (22 pulgadas) en 1915 hasta más de 2.780 milímetros (109 pulgadas) en 1950.
El calor extremo se experimenta con más frecuencia en Sydney que en otras grandes ciudades de la zona Cfa de Australia, especialmente en los suburbios del oeste, donde no son infrecuentes máximas superiores a 40 °C (104 °F). Las heladas prevalecen en las zonas más interiores de Sydney, como Richmond. La precipitación media anual en la región de Sydney oscila entre 800 y 1200 milímetros (31 y 47 pulgadas).

## Características

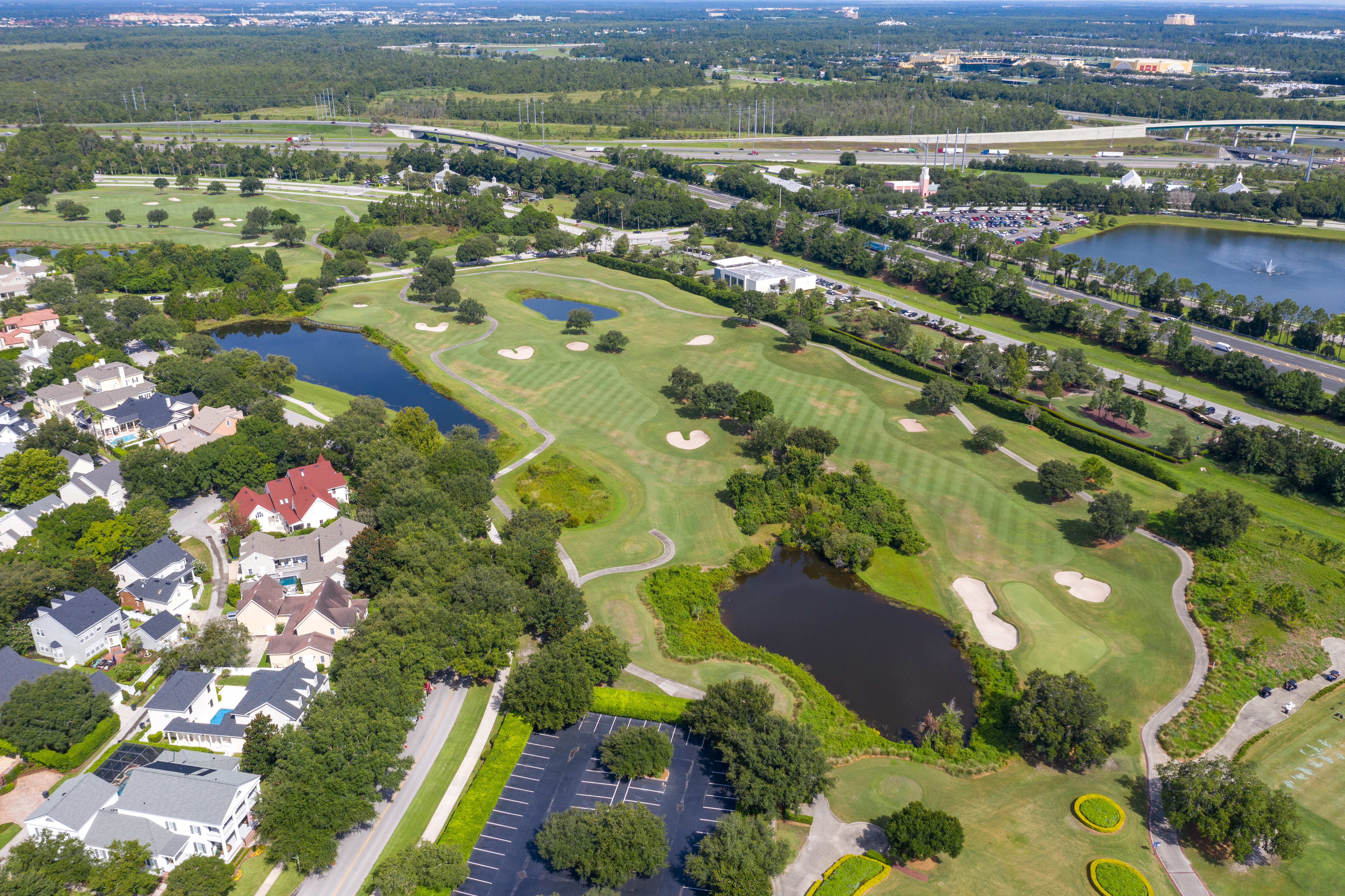
Campo de golf en Orlando

Un clima subtropical húmedo se caracteriza por veranos cálidos y húmedos e inviernos templados y frescos. El clima de Cfa presenta una temperatura media en el mes más frío entre 0 °C y 18 °C y una temperatura media en el mes más cálido de 22 °C o más y las temperaturas medias mensuales de verano normalmente oscilan entre 24 y 27 °C (75 y 81 °F). , los totales anuales de precipitación promedian alrededor de 990 mm (39 pulgadas). Se trata de un clima subtropical húmedo en el que se producen precipitaciones durante todo el año. Se caracteriza por una estación estival larga y calurosa. La temperatura media del mes más cálido es de 22 °C o más y al menos cuatro meses con una media superior a los 10 °C. En comparación, la estación invernal es más corta y las temperaturas no llegan a ser extremas. Buenos Aires (Argentina), Srinagar (India), Shanghái (China) y Osaka (Japón) son ejemplos de este clima.
Una profunda corriente de aire tropical domina los subtrópicos húmedos en el momento del sol alto, y son comunes las intensas (pero breves) lluvias convectivas diarias. Las temperaturas máximas de verano suelen oscilar entre los 25 °C y los 30 °C (80 a 90 °F), mientras que las mínimas durante la noche en verano suelen oscilar entre los 20 °C y los 15 °C (70 a 60 °F). Las temperaturas medias mensuales en invierno suelen ser suaves, con un promedio típico de 7,5 a 16 °C (45,5 a 60,8 °F). Los máximos diurnos en invierno normalmente están en el rango de 10 a 16 °C (50 a 61 °F), mientras que los mínimos nocturnos son de 2 a 7 °C (36 a 45 °F), aunque los límites hacia el polo de este clima presentan temperaturas más frías, posiblemente bajo cero.
Las precipitaciones a menudo muestran un pico de verano, especialmente donde los monzones están bien desarrollados, como en el sudeste asiático y el sur de Asia. Otras áreas tienen ciclos de lluvia más uniformes o variables, pero constantemente carecen de meses de verano predeciblemente secos a diferencia de los climas mediterráneos. La mayoría de las precipitaciones de verano se producen durante las tormentas eléctricas que se acumulan debido al intenso calentamiento de la superficie y al fuerte ángulo del sol subtropical. Las bajas tropicales débiles que se mueven desde los océanos tropicales cálidos adyacentes, así como las tormentas tropicales poco frecuentes, a menudo contribuyen a los picos de lluvia estacionales de verano. Las lluvias de invierno a menudo se asocian con grandes tormentas en los vientos del oeste que tienen frentes que se extienden hasta latitudes subtropicales. Sin embargo, muchos climas subtropicales, como el sureste de Asia y Florida en los Estados Unidos, tienen inviernos muy secos, con frecuentes incendios forestales y escasez de agua.
Según la clasificación de zonas de vida de Holdridge, los climas subtropicales tienen una biotemperatura entre la línea de heladas o temperatura crítica, 16 a 18 °C (61 a 64 °F) (dependiendo de las ubicaciones en el mundo) y 24 °C (75 °F) , y estos climas son húmedos (o incluso perhúmedos o superhúmedos) cuando la relación de evapotranspiración potencial (PET) (= PET / Precipitación) es inferior a 1. En la clasificación de Holdridge, los climas subtropicales húmedos coinciden más o menos con los climas más cálidos Cfa y Cwa y los climas tropicales húmedos menos cálidos "Köppen" (Aw, Am y Af).

## Subtipos climáticos
Se considera que el clima templado cálido de las márgenes orientales se puede clasificar en los siguientes tipos climáticos:

### Clima pampeano o de Natal

Mapa de climas de Argentina. Los colores verdes corresponden al clima pampeano.

El clima pampeano alude a la región pampeana de Sudamérica, es también llamado clima tipo Natal por corresponder también a la Región de Natal en Sudáfrica; es una variación del clima subtropical húmedo que se caracteriza porque hay influencia de los vientos alisios durante todo el año, por lo que es lluvioso todo el año, aunque la estación más cálida suele ser también la más lluviosa. Es característico del hemisferio sur. También es llamado "templado" debido a que la categoría de subtropical no se aplica para los inviernos. Este clima se da principalmente en las regiones interiores de Argentina, en Paraguay y el sur de Brasil y en la franja costera correspondiente que incluye también Uruguay. También es un clima costero al sureste de Sudáfrica y sureste de Madagascar; así como la franja oriental de Australia llamada Cinturón del Brigalow (en Queensland y Nueva Gales del Sur), amplia banda de pastizales arbolados de acacias.
La característica principal que lo diferencia de otras zonas de clima subtropical húmedo como China o la costa este de Estados Unidos es la menor oscilación térmica anual que se produce, por lo que el clima pampeano presenta veranos cálidos e inviernos frescos y variables, con heladas frecuentes pero sin nevadas. La menor oscilación térmica anual hace que los inviernos sean suaves, con escasas o raras precipitaciones en forma de nieve. La ciudad de Buenos Aires, por ejemplo, presenta inviernos frescos que no se aplican a la categoría de "subtropical" (con heladas frecuentes en el conurbano), mientras que los veranos son muy cálidos, con temperaturas observadas que fácilmente han superado los 30 °C en las últimas décadas. La oscilación térmica anual de estas regiones promedia unos 10 °C y la temperatura media alrededor de 18 °C.
Ciudades: Asunción, Brisbane, Buenos Aires, Durban, Montevideo, Rosario, Porto Alegre, Punta del Este, São Paulo (límite Cfa/Cfb), Sídney.

### Clima chino o cantonés
Es un clima subtropical que está dominado por el monzón del sudeste asiático, lo que produce que las lluvias de verano sean más intensas y prolongadas que las del invierno. El monzón no "explota" tan repentinamente, ni llueve tan intensamente como en la India. Es propio del hemisferio norte, específicamente del Asia Oriental y se presenta en China, Taiwán, Corea y Japón. En invierno se invierten los vientos por la intensa presión sobre Siberia. Los tifones provienen del Pacífico y son frecuentes a fines del verano. La oscilación térmica anual promedia unos 18 °C, por lo que es mucho mayor que el clima pampeano, aunque menor que el del Golfo.
Ciudades: Cantón, Nagasaki, Shanghái, Taipéi, Tokio.

### Clima del Golfo
Es típico del Sudeste de Estados Unidos (American South) y pequeñas zonas en México, las cuales están bajo la influencia del Atlántico y del Golfo de México. El calentamiento continental en verano induce una entrada de aire frío marítimo y no existe una inversión completa del viento estacional. Presenta características monzónicas que son menos intensas en comparación con el tipo chino. Los huracanes provenientes del Atlántico son frecuentes en septiembre y octubre. Es el clima Cfa con la mayor oscilación térmica anual, promedio de 21 °C de diferencia entre el mes más cálido con el más frío, pudiendo llegar hasta 25 grados hacia el norte, donde limita con el clima continental húmedo. Zonas del Cáucaso presentan similitudes con base en su temperatura y precipitaciones.
Ciudades: Atlanta, Dallas, Filadelfia, Houston, Nueva Orleans, Nueva York (límite Cfa/Dfa), Orlando, Washington D. C., Tiflis.

### De influencia mediterránea
A diferencia de los otros tipos de clima subtropical húmedo, el de influencia mediterránea no se encuentra en la margen oriental de un continente, sino en las regiones situadas entre las de clima mediterráneo típico y las de clima húmedo (oceánico o continental). Se encuentra al Sur de Europa, es similar al clima del golfo, con la diferencia que la influencia mediterránea produce menor lluvia en verano. La oscilación térmica anual promedio es de unos 19 °C.
Localidades: Florencia, Huesca, Milán, Gerona, Vila do Corvo, San Juan Bautista, Burnt Pine, Kingston, Giresun, Pula, Barcelona (límite Cfa/Csa)

## Cartas de ciudades seleccionadas con climas subtropicales húmedos

### Hemisferio norte
| Climograma de Tokio | Climograma de Tokio | Climograma de Tokio | Climograma de Tokio | Climograma de Tokio | Climograma de Tokio | Climograma de Tokio | Climograma de Tokio | Climograma de Tokio | Climograma de Tokio | Climograma de Tokio | Climograma de Tokio |
| --- | ------------------- | ------------------- | ------------------- | ------------------- | ------------------- | ------------------- | ------------------- | ------------------- | ------------------- | ------------------- | ------------------- |
| E | F                   | M                   | A                   | M                   | J                   | J                   | A                   | S                   | O                   | N                   | D                   |
| 45 10 1 | 60 10 2             | 100 13 4            | 125 18 10           | 138 23 15           | 185 25 19           | 126 29 22           | 148 31 24           | 180 26 20           | 164 21 14           | 89 17 9             | 46 12 4             |
| temperaturas en °C • totales de precipitación en mm fuente: Climate-Charts.com |                     |                     |                     |                     |                     |                     |                     |                     |                     |                     |                     |
| Conversión sistema imperial\| E \| F \| M \| A \| M \| J \| J \| A \| S \| O \| N \| D \| \| 1.8 50 34 \| 2.4 50 36 \| 3.9 55 39 \| 4.9 64 50 \| 5.4 73 59 \| 7.3 77 66 \| 5 84 72 \| 5.8 88 75 \| 7.1 79 68 \| 6.5 70 57 \| 3.5 63 48 \| 1.8 54 39 \| \| temperaturas en °F • totales de precipitación en pulgadas \| \| \| \| \| \| \| \| \| \| \| \| |                     |                     |                     |                     |                     |                     |                     |                     |                     |                     |                     |
| E | F                   | M                   | A                   | M                   | J                   | J                   | A                   | S                   | O                   | N                   | D                   |
| 1.8 50 34 | 2.4 50 36           | 3.9 55 39           | 4.9 64 50           | 5.4 73 59           | 7.3 77 66           | 5 84 72             | 5.8 88 75           | 7.1 79 68           | 6.5 70 57           | 3.5 63 48           | 1.8 54 39           |
| temperaturas en °F • totales de precipitación en pulgadas |                     |                     |                     |                     |                     |                     |                     |                     |                     |                     |                     |

| Climograma de Orlando | Climograma de Orlando | Climograma de Orlando | Climograma de Orlando | Climograma de Orlando | Climograma de Orlando | Climograma de Orlando | Climograma de Orlando | Climograma de Orlando | Climograma de Orlando | Climograma de Orlando | Climograma de Orlando |
| --- | --------------------- | --------------------- | --------------------- | --------------------- | --------------------- | --------------------- | --------------------- | --------------------- | --------------------- | --------------------- | --------------------- |
| E | F                     | M                     | A                     | M                     | J                     | J                     | A                     | S                     | O                     | N                     | D                     |
| 105 15 7 | 80 18 8               | 111 19 11             | 109 23 12             | 119 25 16             | 98 26 17              | 117 31 21             | 107 32 22             | 107 29 16             | 98 22 14              | 111 18 10             | 100 17 8              |
| temperaturas en °C • totales de precipitación en mm fuente: |                       |                       |                       |                       |                       |                       |                       |                       |                       |                       |                       |
| Conversión sistema imperial\| E \| F \| M \| A \| M \| J \| J \| A \| S \| O \| N \| D \| \| 4.1 59 45 \| 3.1 64 46 \| 4.4 66 52 \| 4.3 73 54 \| 4.7 77 61 \| 3.9 79 63 \| 4.6 88 70 \| 4.2 90 72 \| 4.2 84 61 \| 3.9 72 57 \| 4.4 64 50 \| 3.9 63 46 \| \| temperaturas en °F • totales de precipitación en pulgadas \| \| \| \| \| \| \| \| \| \| \| \| |                       |                       |                       |                       |                       |                       |                       |                       |                       |                       |                       |
| E | F                     | M                     | A                     | M                     | J                     | J                     | A                     | S                     | O                     | N                     | D                     |
| 4.1 59 45 | 3.1 64 46             | 4.4 66 52             | 4.3 73 54             | 4.7 77 61             | 3.9 79 63             | 4.6 88 70             | 4.2 90 72             | 4.2 84 61             | 3.9 72 57             | 4.4 64 50             | 3.9 63 46             |
| temperaturas en °F • totales de precipitación en pulgadas |                       |                       |                       |                       |                       |                       |                       |                       |                       |                       |                       |

| Climograma de Shanghái | Climograma de Shanghái | Climograma de Shanghái | Climograma de Shanghái | Climograma de Shanghái | Climograma de Shanghái | Climograma de Shanghái | Climograma de Shanghái | Climograma de Shanghái | Climograma de Shanghái | Climograma de Shanghái | Climograma de Shanghái |
| --- | ---------------------- | ---------------------- | ---------------------- | ---------------------- | ---------------------- | ---------------------- | ---------------------- | ---------------------- | ---------------------- | ---------------------- | ---------------------- |
| E | F                      | M                      | A                      | M                      | J                      | J                      | A                      | S                      | O                      | N                      | D                      |
| 48 8 1 | 58 8 1                 | 84 13 4                | 94 19 10               | 94 25 15               | 180 28 19              | 147 32 23              | 142 32 23              | 130 28 19              | 71 23 14               | 51 17 7                | 36 12 2                |
| temperaturas en °C • totales de precipitación en mm fuente: |                        |                        |                        |                        |                        |                        |                        |                        |                        |                        |                        |
| Conversión sistema imperial\| E \| F \| M \| A \| M \| J \| J \| A \| S \| O \| N \| D \| \| 1.9 46 34 \| 2.3 46 34 \| 3.3 55 39 \| 3.7 66 50 \| 3.7 77 59 \| 7.1 82 66 \| 5.8 90 73 \| 5.6 90 73 \| 5.1 82 66 \| 2.8 73 57 \| 2 63 45 \| 1.4 54 36 \| \| temperaturas en °F • totales de precipitación en pulgadas \| \| \| \| \| \| \| \| \| \| \| \| |                        |                        |                        |                        |                        |                        |                        |                        |                        |                        |                        |
| E | F                      | M                      | A                      | M                      | J                      | J                      | A                      | S                      | O                      | N                      | D                      |
| 1.9 46 34 | 2.3 46 34              | 3.3 55 39              | 3.7 66 50              | 3.7 77 59              | 7.1 82 66              | 5.8 90 73              | 5.6 90 73              | 5.1 82 66              | 2.8 73 57              | 2 63 45                | 1.4 54 36              |
| temperaturas en °F • totales de precipitación en pulgadas |                        |                        |                        |                        |                        |                        |                        |                        |                        |                        |                        |

| Climograma de Nueva Orleans | Climograma de Nueva Orleans | Climograma de Nueva Orleans | Climograma de Nueva Orleans | Climograma de Nueva Orleans | Climograma de Nueva Orleans | Climograma de Nueva Orleans | Climograma de Nueva Orleans | Climograma de Nueva Orleans | Climograma de Nueva Orleans | Climograma de Nueva Orleans | Climograma de Nueva Orleans |
| --- | --------------------------- | --------------------------- | --------------------------- | --------------------------- | --------------------------- | --------------------------- | --------------------------- | --------------------------- | --------------------------- | --------------------------- | --------------------------- |
| E | F                           | M                           | A                           | M                           | J                           | J                           | A                           | S                           | O                           | N                           | D                           |
| 149 17 6 | 139 18 8                    | 133 22 12                   | 128 26 14                   | 117 29 19                   | 173 32 22                   | 157 33 23                   | 156 33 23                   | 141 31 22                   | 77 27 16                    | 129 22 11                   | 129 18 8                    |
| temperaturas en °C • totales de precipitación en mm fuente: |                             |                             |                             |                             |                             |                             |                             |                             |                             |                             |                             |
| Conversión sistema imperial\| E \| F \| M \| A \| M \| J \| J \| A \| S \| O \| N \| D \| \| 5.9 63 43 \| 5.5 64 46 \| 5.2 72 54 \| 5 79 57 \| 4.6 84 66 \| 6.8 90 72 \| 6.2 91 73 \| 6.1 91 73 \| 5.6 88 72 \| 3 81 61 \| 5.1 72 52 \| 5.1 64 46 \| \| temperaturas en °F • totales de precipitación en pulgadas \| \| \| \| \| \| \| \| \| \| \| \| |                             |                             |                             |                             |                             |                             |                             |                             |                             |                             |                             |
| E | F                           | M                           | A                           | M                           | J                           | J                           | A                           | S                           | O                           | N                           | D                           |
| 5.9 63 43 | 5.5 64 46                   | 5.2 72 54                   | 5 79 57                     | 4.6 84 66                   | 6.8 90 72                   | 6.2 91 73                   | 6.1 91 73                   | 5.6 88 72                   | 3 81 61                     | 5.1 72 52                   | 5.1 64 46                   |
| temperaturas en °F • totales de precipitación en pulgadas |                             |                             |                             |                             |                             |                             |                             |                             |                             |                             |                             |

### Hemisferio sur
| Climograma de Buenos Aires | Climograma de Buenos Aires | Climograma de Buenos Aires | Climograma de Buenos Aires | Climograma de Buenos Aires | Climograma de Buenos Aires | Climograma de Buenos Aires | Climograma de Buenos Aires | Climograma de Buenos Aires | Climograma de Buenos Aires | Climograma de Buenos Aires | Climograma de Buenos Aires |
| --- | -------------------------- | -------------------------- | -------------------------- | -------------------------- | -------------------------- | -------------------------- | -------------------------- | -------------------------- | -------------------------- | -------------------------- | -------------------------- |
| E | F                          | M                          | A                          | M                          | J                          | J                          | A                          | S                          | O                          | N                          | D                          |
| 119 30 20 | 118 29 19                  | 134 26 17                  | 97 23 13                   | 74 19 10                   | 63 16 8                    | 66 15 7                    | 70 17 9                    | 73 19 10                   | 119 22 13                  | 109 25 15                  | 105 28 18                  |
| temperaturas en °C • totales de precipitación en mm fuente: |                            |                            |                            |                            |                            |                            |                            |                            |                            |                            |                            |
| Conversión sistema imperial\| E \| F \| M \| A \| M \| J \| J \| A \| S \| O \| N \| D \| \| 4.7 86 68 \| 4.6 84 66 \| 5.3 79 63 \| 3.8 73 55 \| 2.9 66 50 \| 2.5 61 46 \| 2.6 59 45 \| 2.8 63 48 \| 2.9 66 50 \| 4.7 72 55 \| 4.3 77 59 \| 4.1 82 64 \| \| temperaturas en °F • totales de precipitación en pulgadas \| \| \| \| \| \| \| \| \| \| \| \| |                            |                            |                            |                            |                            |                            |                            |                            |                            |                            |                            |
| E | F                          | M                          | A                          | M                          | J                          | J                          | A                          | S                          | O                          | N                          | D                          |
| 4.7 86 68 | 4.6 84 66                  | 5.3 79 63                  | 3.8 73 55                  | 2.9 66 50                  | 2.5 61 46                  | 2.6 59 45                  | 2.8 63 48                  | 2.9 66 50                  | 4.7 72 55                  | 4.3 77 59                  | 4.1 82 64                  |
| temperaturas en °F • totales de precipitación en pulgadas |                            |                            |                            |                            |                            |                            |                            |                            |                            |                            |                            |

| Climograma de São Paulo | Climograma de São Paulo | Climograma de São Paulo | Climograma de São Paulo | Climograma de São Paulo | Climograma de São Paulo | Climograma de São Paulo | Climograma de São Paulo | Climograma de São Paulo | Climograma de São Paulo | Climograma de São Paulo | Climograma de São Paulo |
| --- | ----------------------- | ----------------------- | ----------------------- | ----------------------- | ----------------------- | ----------------------- | ----------------------- | ----------------------- | ----------------------- | ----------------------- | ----------------------- |
| E | F                       | M                       | A                       | M                       | J                       | J                       | A                       | S                       | O                       | N                       | D                       |
| 240 27 19 | 200 28 19               | 140 27 18               | 50 25 17                | 40 23 15                | 30 21 13                | 20 21 12                | 30 22 13                | 50 22 13                | 140 25 15               | 120 25 17               | 190 26 18               |
| temperaturas en °C • totales de precipitación en mm fuente: |                         |                         |                         |                         |                         |                         |                         |                         |                         |                         |                         |
| Conversión sistema imperial\| E \| F \| M \| A \| M \| J \| J \| A \| S \| O \| N \| D \| \| 9.4 81 66 \| 7.9 82 66 \| 5.5 81 64 \| 2 77 63 \| 1.6 73 59 \| 1.2 70 55 \| 0.8 70 54 \| 1.2 72 55 \| 2 72 55 \| 5.5 77 59 \| 4.7 77 63 \| 7.5 79 64 \| \| temperaturas en °F • totales de precipitación en pulgadas \| \| \| \| \| \| \| \| \| \| \| \| |                         |                         |                         |                         |                         |                         |                         |                         |                         |                         |                         |
| E | F                       | M                       | A                       | M                       | J                       | J                       | A                       | S                       | O                       | N                       | D                       |
| 9.4 81 66 | 7.9 82 66               | 5.5 81 64               | 2 77 63                 | 1.6 73 59               | 1.2 70 55               | 0.8 70 54               | 1.2 72 55               | 2 72 55                 | 5.5 77 59               | 4.7 77 63               | 7.5 79 64               |
| temperaturas en °F • totales de precipitación en pulgadas |                         |                         |                         |                         |                         |                         |                         |                         |                         |                         |                         |

| Climograma de Durban | Climograma de Durban | Climograma de Durban | Climograma de Durban | Climograma de Durban | Climograma de Durban | Climograma de Durban | Climograma de Durban | Climograma de Durban | Climograma de Durban | Climograma de Durban | Climograma de Durban |
| --- | -------------------- | -------------------- | -------------------- | -------------------- | -------------------- | -------------------- | -------------------- | -------------------- | -------------------- | -------------------- | -------------------- |
| E | F                    | M                    | A                    | M                    | J                    | J                    | A                    | S                    | O                    | N                    | D                    |
| 134 28 21 | 113 28 21            | 120 28 20            | 73 26 17             | 59 25 14             | 28 23 11             | 39 23 11             | 62 23 13             | 73 23 15             | 98 24 17             | 108 25 18            | 102 27 20            |
| temperaturas en °C • totales de precipitación en mm fuente: |                      |                      |                      |                      |                      |                      |                      |                      |                      |                      |                      |
| Conversión sistema imperial\| E \| F \| M \| A \| M \| J \| J \| A \| S \| O \| N \| D \| \| 5.3 82 70 \| 4.4 82 70 \| 4.7 82 68 \| 2.9 79 63 \| 2.3 77 57 \| 1.1 73 52 \| 1.5 73 52 \| 2.4 73 55 \| 2.9 73 59 \| 3.9 75 63 \| 4.3 77 64 \| 4 81 68 \| \| temperaturas en °F • totales de precipitación en pulgadas \| \| \| \| \| \| \| \| \| \| \| \| |                      |                      |                      |                      |                      |                      |                      |                      |                      |                      |                      |
| E | F                    | M                    | A                    | M                    | J                    | J                    | A                    | S                    | O                    | N                    | D                    |
| 5.3 82 70 | 4.4 82 70            | 4.7 82 68            | 2.9 79 63            | 2.3 77 57            | 1.1 73 52            | 1.5 73 52            | 2.4 73 55            | 2.9 73 59            | 3.9 75 63            | 4.3 77 64            | 4 81 68              |
| temperaturas en °F • totales de precipitación en pulgadas |                      |                      |                      |                      |                      |                      |                      |                      |                      |                      |                      |

| Climograma de Sídney | Climograma de Sídney | Climograma de Sídney | Climograma de Sídney | Climograma de Sídney | Climograma de Sídney | Climograma de Sídney | Climograma de Sídney | Climograma de Sídney | Climograma de Sídney | Climograma de Sídney | Climograma de Sídney |
| --- | -------------------- | -------------------- | -------------------- | -------------------- | -------------------- | -------------------- | -------------------- | -------------------- | -------------------- | -------------------- | -------------------- |
| E | F                    | M                    | A                    | M                    | J                    | J                    | A                    | S                    | O                    | N                    | D                    |
| 102 26 19 | 118 26 19            | 129 25 18            | 126 22 15            | 121 20 12            | 131 17 9             | 98 16 8              | 82 18 9              | 69 20 11             | 77 22 14             | 84 24 16             | 78 25 18             |
| temperaturas en °C • totales de precipitación en mm fuente: |                      |                      |                      |                      |                      |                      |                      |                      |                      |                      |                      |
| Conversión sistema imperial\| E \| F \| M \| A \| M \| J \| J \| A \| S \| O \| N \| D \| \| 4 79 66 \| 4.6 79 66 \| 5.1 77 64 \| 5 72 59 \| 4.8 68 54 \| 5.2 63 48 \| 3.9 61 46 \| 3.2 64 48 \| 2.7 68 52 \| 3 72 57 \| 3.3 75 61 \| 3.1 77 64 \| \| temperaturas en °F • totales de precipitación en pulgadas \| \| \| \| \| \| \| \| \| \| \| \| |                      |                      |                      |                      |                      |                      |                      |                      |                      |                      |                      |
| E | F                    | M                    | A                    | M                    | J                    | J                    | A                    | S                    | O                    | N                    | D                    |
| 4 79 66 | 4.6 79 66            | 5.1 77 64            | 5 72 59              | 4.8 68 54            | 5.2 63 48            | 3.9 61 46            | 3.2 64 48            | 2.7 68 52            | 3 72 57              | 3.3 75 61            | 3.1 77 64            |
| temperaturas en °F • totales de precipitación en pulgadas |                      |                      |                      |                      |                      |                      |                      |                      |                      |                      |                      |